# Ralf Svenblad
Ralf Bengt Olof Svenblad, född 26 november 1949, är en i Sverige bosatt förlagsredaktör som har redigerat flera böcker utifrån den åländske författaren Joel Petterssons efterlämnade manuskriptsamling, samt skrivit facklitteratur om åländska dialekter och andra språkfrågor.

## Biografi och verk
Svenblad föddes på Åland 1949 och är son till bildkonstnären Bengt Svenblad (född 1922). Han är verksam som förlagsredaktör sedan början av 1980-talet och bor sedan 1970-talet i Stockholm. 
Svenblad katalogiserade 1987 den åländske författaren Joel Petterssons (1892-1937) efterlämnade manuskriptsamling. Mycket litet av Petterssons prosa publicerades under hans livstid och han blev känd som författare först genom de fyra böcker med prosa författaren Valdemar Nyman redigerade i början av sjuttiotalet. Senare har Svenblad sedan 1992 redigerat fem böcker ur Petterssons efterlämnade manuskript och försett dem med förord, efterord, ordlistor och förklaringar. Delar av materialet hade tidigare ingått i Valdemar Nymans utgåvor, men Svenblad visade att Pettersson inte bara skrev kortare berättelser utan också längre, sammanhängande historier, som Måndagsmorgon som redigerades av Svenblad och utgavs 2004. 2009 utkom Teaterstycken I, en samling med sex pjäser av Joel Pettersson som Svenblad sammanställt. Tidigare var det mesta av Petterssons dramatik opublicerad. Svenblads redigering av Pettersons text har också utgjort grund för två finska översättningar av Petterssons prosa av Antero Tiusanen. Svenblad har även varit aktiv i det Joel Pettersson-sällskap som en tid fanns på Åland och via Mariehamns stadsbibliotek skapat en hemsida med information om Joel Pettersson och där flera av Petterssons annars svåråtkomliga texter gjorts tillgängliga.   
Svenblad skriver sedan flera år tillbaka en återkommande spalt om åländsk dialekt i tidningen Nya Åland och har skrivit böcker i ämnet, där han ofta återkommit till dialekten hos Joel Pettersson och andra åländska författare, som Anni Blomqvist.
Svenblad har också skrivit om mer allmänna språkfrågor, som i Norstedts förkortningsordbok skriven i samarbete med Björn Collinder (första upplagan 1993) och Claire Micaux (andra upplagan 2003).